# スポーツカード
スポーツカードは、スポーツ分野の写真を用いて製作された小型のカード・トレーディングカード。主としてコレクションアイテムとして流通している。

## 概要

### 歴史
日本では、めんこなどが源流であると見られている。その後、紅梅キャラメルなどの菓子のおまけとしてのカードが登場。1973年のカルビープロ野球チップス発売により人気が全国区に広がった。その後、1991年にベースボール・マガジン社が、おまけでなく、カード単体での商品を発売。90年代中盤からの「お宝ブーム」により人気に火がつき、主に大都市圏でスポーツカードを専門に取り扱うショップも増加し、野球のほかにも多様な競技のカードが製品化されるなどホビーとしての地位を確立した。

### 様態
通常は、レギュラーカードとインサートカードから構成されている。インサートカードは、レギュラーカードと比較して出現率が低く、その分稀少価値が高いとされている。近年では、さらに希少性が重視された、選手のジャージを裁断しカードに挟み込んだジャージカードや、女子プロレスの選手のリングコスチュームを挟み込んだコスチュームカード、キスマークをつけたキスマークカード、野球のバットの断片を挟んだバットカード、ボールの断片を挟んだボールカード、選手がサインを記入した直筆サインカード、限定生産しシリアルナンバーを刻印したカードなど、趣向を凝らしたカードが製作されている。

### 市場
現在、希少性が重視されたカードが増加しているため、数量が少なく価値の高いとされるカードは、高価格で取引されている。そのため、取引をめぐってトラブルが発生する場合もある。また、子供たちが店頭でカードを購入し、その場でパックを開封し価値の高いカードは、即売却するといった現象も発生しており、問題視されている。

## 主な種類
- ベース(レギュラー)
  - 基本となるカード。パックに複数枚入っている事が多い
- ダイカット
  - 通常は長方形であるカードの形を切り込んで、グローブなどの形をあしらったカード
- パラレル
  - レギュラーカードに、選手のサインなどを印刷した別バージョン
- サブセット
  - インサートカードではないが、レギュラーカードでもないカード。通常は前のシーズンの表彰選手などで組まれる
- ホログラム
  - 角度を変えると光るカード
- メモラビリア
  - ジャージなど、選手の使用した用具の一部を挟んだカード
- オートグラフ(サイン)
  - 選手の直筆サインが書かれているカード
- 3Dカード
  - 選手の写真が立体的に浮き上がるカード
- シリアル
  - カードの生産数に等しいシリアルが打ってあるカード
- レデンプション
  - 選手がサインを入れる前に製品が発売された場合にオートグラフカードの代替として封入されるカード。数字とアルファベットのコードが印刷されていて、メーカーのホームページで登録することによってカードが送られてくる仕組み

## スポーツカードが発行されている種目
- 野球
- サッカー
- 大相撲
- プロレス
- 競馬
- モータースポーツ
- バスケットボール
- アメリカンフットボール
- アイスホッケー

## 主なメーカー
- ベースボール・マガジン社
- カルビー（プロ野球チップス・Jリーグチップス）
- エポック社
- ミント
- トミー
- 未来蜂
- バンダイ
- ロッテ
- カネボウ
- カバヤ
- キリン
- 東ハト（まねき馬カード） - 経営破綻により（株）プロジェクト・アドに販売移管。
- アッパー・デック
- トップス
- パニーニ・グループ